# Leslie Smith
Leslie Smith, född 17 augusti 1982 i Santa Ana, är en amerikansk MMA-utövare som 2014–2017 tävlade i organisationen Ultimate Fighting Championship.